# José Eulogio Gárate
José Eulogio Garate Ormaetxea (Sarandí, Buenos Aires, 20 de septiembre de 1944) es un exfutbolista e ingeniero industrial español nacido en Argentina que jugó como delantero. Su primer equipo fue la Sociedad Deportiva Eibar, si bien la mayor parte de su trayectoria la desarrolló en el Atlético de Madrid, club al que debe sus mayores éxitos y reconocimientos deportivos y del que es uno de sus futbolistas históricos. Fue internacional con la selección española en 18 ocasiones.
Es sobrino del que fuera también futbolista internacional eibarrés, José Muguerza Anitúa.

## Biografía
Nació en 1944 en Sarandí, provincia de Buenos Aires (Argentina) de modo circunstancial. Su abuelo, Eulogio Garate Osoro (1889-1965), había sido teniente de alcalde republicano en Éibar y estaba exiliado en Argentina a raíz de la guerra civil española, y José Eulogio Garate nació durante una visita que sus padres realizaron a sus abuelos exiliados. En 1945, a los pocos meses de nacer, regresó con sus padres a Éibar, localidad del País Vasco donde se crio. Pese a ello, no obtuvo la nacionalidad española hasta 1966.
Empezó jugando en el equipo juvenil de la Sociedad Deportiva Eibar en 1961 y en 1963 debutó con el primer equipo en Tercera División. Fue el máximo anotador en su primera temporada con 28 goles en 30 encuentros —pichichi del campeonato—, y disputó dos fases de ascenso a Segunda División, en las que sin embargo fueron eliminados, primero por el Club Gimnástico de Tarragona y por el Cádiz Club de Fútbol, en la que fue su última temporada como «armero». En 1965 se unió a la Sociedad Deportiva Indauchu de Bilbao, bajo la premisa de poder seguir cursando sus estudios de ingeniería, lo primordial para sus progenitores, quienes no querían que al ser ya una categoría más exigente —los indaucharras militaban en Segunda División— le distrajeran de su formación académica. Al año siguiente no fue fichado por el Athletic Club porque en 1966 los clubs españoles no podían fichar jugadores extranjeros, y Gárate era argentino, y adquirir la nacionalidad española le suponía hacer el servicio militar, cosa que no quería. Simpatizante del club bilbaíno —del cual era seguidor en su infancia—, no consiguió en cualquier caso que le concedieran ese trámite de indulto, mientras que el Atlético de Madrid, otro de los clubes interesados en el jugador sí lo logró. Puso pues rumbo a Madrid en 1966, siendo ese factor y el que la capital fuera uno de los pocos sitios con escuela de ingeniería industrial en España los que decantaron su fichaje.
Debutó en Primera División de la liga española de fútbol el 16 de octubre en la victoria por 2-1 ante la Unión Deportiva Las Palmas.
Como rojiblanco consigue el «trofeo Pichichi» en tres ocasiones consecutivas, marcando 14 goles (1968-69), 16 goles (1969-70) y 17 goles (1970-71). En ninguna de esas temporadas consiguió ser el máximo goleador en solitario. En la temporada 1968-69 empata a goles con Amancio Amaro, en la siguiente otra vez con «El Brujo» Amaro y con su compañero de equipo Luis Aragonés, y en la temporada 1970-71 empata a goles con Carles Rexach. El primero de ellos tuvo sin embargo mucho mérito, ya que Gárate solo pudo disputar 20 partidos de liga debido a una lesión.
Ganó su primera Liga en la temporada 1969-70, a la que sumó posteriormente dos Ligas más y dos Copas del Rey. A nivel internacional Gárate participó en la final de la Copa de Europa de 1974, y al año siguiente consiguió la Copa Intercontinental, en la que participaron los atléticos tras renunciar a ella el campeón europeo, el Bayern de Múnich.
Gárate fue un buen delantero goleador y un jugador que no cometía muchas faltas (solo fue expulsado una vez en toda su carrera deportiva). Lo llamaban El ingeniero del área debido a su calidad dentro del área y a que estudió la carrera de Ingeniería industrial en su periodo como futbolista. Disputó un total de 241 partidos en primera división marcando 109 goles.
Se retiró del fútbol en la temporada 1976-77 en la que solo disputó un partido debido a una extraña enfermedad, un hongo, que le afectó a la rodilla. Después de su retiro se dedicó a trabajar de ingeniero industrial.
El Atlético de Madrid organizó un partido amistoso en su honor el 1 de junio de 1977. 
José Eulogio Garate fue nombrado Embajador del 75.º Aniversario de la Sociedad Deportiva Eibar en abril de 2015, en un acto de investidura organizado en el césped del Estadio Vicente Calderón. En él, se homenajeó su figura como "Caballero del fútbol" y nexo de unión entre el Eibar —club donde debutó— y el Atlético de Madrid —donde consolidó y concluyó su carrera—, ambos considerados por el propio Gárate como sus dos clubes predilectos. 

### Selección nacional
Aunque nació en Argentina, Gárate fue internacional con la selección de fútbol de España, debutando como internacional el 22 de octubre de 1967 en el partido España-Checoslovaquia (2-1), siendo seleccionador Domingo Balmanya, marcando Gárate el segundo gol de España.
Gárate disputó dieciocho partidos con su selección, dieciséis de ellos con Ladislao Kubala en el banquillo, marcando un total de cinco goles.

## Estadísticas

### Clubes
Actualizado a fin de carrera deportiva.
| Club                     | Temporada                | Div.                     | Liga  | Liga  | Copas | Copas | Internacional | Internacional | Total | Total | Media goleadora |
| Club                     | Temporada                | Div.                     | Part. | Goles | Part. | Goles | Part.         | Goles         | Part. | Goles | Media goleadora |
| ------------------------ | ------------------------ | ------------------------ | ----- | ----- | ----- | ----- | ------------- | ------------- | ----- | ----- | --------------- |
| S. D. Eibar              | 1963-64                  | 3.ª                      | 30    | 28    | 2     | 3     | —             | —             | 32    | 31    | 0.97            |
| S. D. Eibar              | 1964-65                  | 3.ª                      | ?     | ?     | 3     | 2     | —             | —             | 3     | 2     | 0.66            |
| Total S. D. Eibar        | Total S. D. Eibar        | Total S. D. Eibar        | 30+   | 28+   | 5+    | 5+    | 0             | 0             | 35+   | 33+   | 0.94            |
| S. D. Indauchu           | 1965-66                  | 2.ª                      | 24    | 14    | 2     | 3     | —             | —             | 26    | 17    | 0.65            |
| Atlético de Madrid       | 1966-67                  | 1.ª                      | 14    | 9     | —     | —     | 3             | —             | 17    | 9     | 0.53            |
| Atlético de Madrid       | 1967-68                  | 1.ª                      | 23    | 8     | 7     | 4     | 3             | 5             | 33    | 17    | 0.52            |
| Atlético de Madrid       | 1968-69                  | 1.ª                      | 20    | 14    | 4     | —     | 2             | —             | 26    | 14    | 0.54            |
| Atlético de Madrid       | 1969-70                  | 1.ª                      | 30    | 16    | 4     | —     | —             | —             | 34    | 16    | 0.47            |
| Atlético de Madrid       | 1970-71                  | 1.ª                      | 28    | 17    | 4     | 3     | 6             | 2             | 38    | 22    | 0.58            |
| Atlético de Madrid       | 1971-72                  | 1.ª                      | 16    | 5     | 7     | 1     | 2             | —             | 25    | 6     | 0.24            |
| Atlético de Madrid       | 1972-73                  | 1.ª                      | 24    | 5     | 2     | —     | —             | —             | 26    | 5     | 0.19            |
| Atlético de Madrid       | 1973-74                  | 1.ª                      | 29    | 11    | 5     | 2     | 10            | 2             | 44    | 15    | 0.34            |
| Atlético de Madrid       | 1974-75                  | 1.ª                      | 32    | 17    | 7     | 2     | 6             | 1             | 45    | 20    | 0.44            |
| Atlético de Madrid       | 1975-76                  | 1.ª                      | 24    | 7     | 9     | 2     | 3             | 1             | 36    | 10    | 0.28            |
| Atlético de Madrid       | 1976-77                  | 1.ª                      | 1     | —     | —     | —     | —             | —             | 1     | 0     | 0               |
| Total Atlético de Madrid | Total Atlético de Madrid | Total Atlético de Madrid | 241   | 109   | 49    | 14    | 35            | 11            | 325   | 134   | 0.41            |
| Total carrera            | Total carrera            | Total carrera            | 295+  | 151+  | 56+   | 22+   | 35            | 11            | 386+  | 184+  | 0.48            |
| 1. 2. 3. 4.              |                          |                          |       |       |       |       |               |               |       |       |                 |

### Selecciones
| 1  | 22 de octubre de 1967   | Eurocopa 1968 - Fase de clasificación   | España           | 2-1 | Checoslovaquia   |
| 2  | 11 de noviembre de 1968 | Mundial de 1970 - Fase de clasificación | España           | 1-1 | Bélgica          |
| 3  | 15 de octubre de 1969   | Mundial de 1970 - Fase de clasificación | España           | 6-0 | Finlandia        |
| 4  | 11 de febrero de 1970   | Amistoso                                | España           | 2-0 | Alemania Federal |
| 5  | 21 de febrero de 1970   | Amistoso                                | España           | 2-2 | Italia           |
| 6  | 22 de abril de 1970     | Amistoso                                | Suiza            | 0-1 | España           |
| 7  | 28 de octubre de 1970   | Amistoso                                | España           | 2-1 | Grecia           |
| 8  | 20 de febrero de 1971   | Amistoso                                | Italia           | 1-2 | España           |
| 9  | 12 de abril de 1972     | Amistoso                                | Grecia           | 0-0 | España           |
| 10 | 23 de mayo de 1972      | Amistoso                                | España           | 2-0 | Uruguay          |
| 11 | 17 de enero de 1973     | Mundial de 1974 - Fase de clasificación | Grecia           | 2-3 | España           |
| 12 | 21 de febrero de 1973   | Mundial de 1974 - Fase de clasificación | España           | 3-1 | Grecia           |
| 13 | 2 de mayo de 1973       | Amistoso                                | Países Bajos     | 3-2 | España           |
| 14 | 21 de octubre de 1973   | Mundial de 1974 - Fase de clasificación | Yugoslavia       | 0-0 | España           |
| 15 | 24 de noviembre de 1973 | Mundial de 1974 - Fase de clasificación | Alemania Federal | 2-1 | España           |
| 16 | 13 de febrero de 1974   | Mundial de 1974 - Fase de clasificación | Yugoslavia       | 1-0 | España           |
| 17 | 5 de febrero de 1975    | Eurocopa 1976 - Fase de clasificación   | España           | 1-1 | Escocia          |
| 18 | 17 de abril de 1975     | Eurocopa 1976 - Fase de clasificación   | España           | 1-1 | Rumanía          |

## Palmarés

### Títulos nacionales
| Título             | Club               | Año  |
| ------------------ | ------------------ | ---- |
| Campeonato de Liga | Atlético de Madrid | 1970 |
| Copa               | Atlético de Madrid | 1972 |
| Campeonato de Liga | Atlético de Madrid | 1973 |
| Copa               | Atlético de Madrid | 1976 |
| Campeonato de Liga | Atlético de Madrid | 1977 |

### Títulos internacionales
| Título                | Club               | Año  |
| --------------------- | ------------------ | ---- |
| Copa Intercontinental | Atlético de Madrid | 1974 |

### Distinciones individuales
| Distinción      | Año              |
| --------------- | ---------------- |
| Trofeo Pichichi | 1969, 1970, 1971 |